# Divisor
En divisor (også kaldet faktor) er i aritmetikken et heltal, som ved division (deling) går op i et andet tal (dividenden) uden at give rest. Resultatet af divisionen kaldes en kvotient. Divisorer kan være positive eller negative.
I divisionen 12:3=4 er 3 divisor, mens 12 er dividend og 4 er kvotienten. Det udtrykkes også ved, at 12 er delelig med 3, eller at 12 er et multiplum af 3.
Specielle tilfælde: tallene 1 og -1 er divisorer i alle tal, og ethvert heltal er divisor i tallet 0. Tal, der har 2 som divisor kaldes lige tal og de øvrige tal kaldes ulige tal. 
Et tals divisorer er alle de tal, som går op i tallet. Divisorer i tallet 12 er derfor: 1, 2, 3, 4, 6 og 12 (samt -12, -6, -4, -3, -2 og -1, men det er ofte underforstået at man kun medtager positive divisorer).
Hvis man udelader tallet 1 og tallet selv fra listen over et tals divisorer, fordi både 1 og det pågældende tal i alle tilfælde går op uden rest, får man tallets ægte divisorer.
I andre tilfælde udelader man tallet selv fra listen over et tals divisorer.

## Regler for små divisorer
Det kan være af betydning hurtigt at kunne bestemme, om et bestemt tal er deleligt med et andet. For små tal gælder følgende huskeregler (der naturligvis forudsætter et titalssystem):
- et tal er deleligt med 2, hvis tallets sidste ciffer kan deles med 2
- et tal er deleligt med 3, hvis summen af tallets cifre (tværsummen) kan deles med 3
- et tal er deleligt med 4, hvis tallets to sidste cifre kan deles med 4
- et tal er deleligt med 5, hvis tallets sidste ciffer er 0 eller 5
- et tal er deleligt med 6, hvis tallet er deleligt med både 2 og 3
- et tal er deleligt med 7, hvis 7 går op i det tal, som fremkommer ved at tage tallet uden det sidste ciffer og derfra trække det dobbelte af sidste ciffer. (Eksempel: 364 er deleligt med 7, fordi 36-2×4 = 28 er deleligt med 7)
- et tal er deleligt med 8, hvis tallets sidste tre cifre kan deles med 8
- et tal er deleligt med 9, hvis summen af tallets cifre (tværsummen) kan deles med 9
- et tal er deleligt med 10, hvis tallets sidste ciffer er 0
- et tal er deleligt med 11, hvis summen af dets cifre med skiftevis negativt og positivt fortegn kan deles med 11. (Eks. 182919 er deleligt med 11 fordi 1-8+2-9+1-9 = -22 er deleligt med 11)
- et tal er deleligt med 12, hvis tallet er deleligt med både 3 og 4
- et tal er deleligt med 13, hvis 13 går op i det tal, som fremkommer ved at tage tallet uden det sidste ciffer og derfra trække det ni-dobbelte af sidste ciffer. (Eksempel: 858 er deleligt med 13 fordi 85-9×8 = 13 er deleligt med 13)
- et tal er deleligt med 14, hvis tallet er deleligt med både 2 og 7
- et tal er deleligt med 15, hvis tallet er deleligt med både 3 og 5
- et tal er deleligt med 17, hvis 17 går op i det tal, som fremkommer ved at tage tallet uden det sidste ciffer og derfra trække det fem-dobbelte af sidste ciffer. (Eksempel: 1139 er deleligt med 17 fordi 113-5×9 = 68 er deleligt med 17)
- et tal er deleligt med 19, hvis 19 går op i det tal, som fremkommer ved at tage tallet uden det sidste ciffer og dertil lægge det dobbelte af sidste ciffer. (Eksempel: 323 er deleligt med 19 fordi 32+2×3 = 38 er deleligt med 19)